# Operation Ivy
Operation Ivy — американская ска-панк-группа, в которой в 1987—1989 начали свою творческую деятельность Тим Армстронг и Мэтт Фримен из Rancid. Название группы происходит от серии ядерных испытаний, проводившихся США.

## История
Operation Ivy — группа, которая прославила неизвестную до этого компанию Lookout! Records. В Operation Ivy участвовали вокалист Джесси Майклз (Jesse Michaels), бас-гитарист Мэтт Фриман (Matt Freeman, который после распада Operation Ivy основал группу Rancid), гитарист Линт (Tim Armstrong, он тоже потом стал играть в Rancid), и барабанщик Дэйв Мелло (Dave Mello). На момент создания группы всем им было 18-19 лет.
Появившись в 1987 году в городе Беркли, штат Калифорния, группа начала играть революционную для своего времени смесь традиционного ямайского ска и панк-рока. В то время ска не было распространено так, как сейчас; вокалист группы Mr. T Experience вспоминает: «Все были помешаны на хэви-метал и хотели играть и слушать только его». Operation Ivy заложили фундамент для новой волны ска, тесно переплетающегося с другими стилями (в данном случае с панком). Они смешали слабую долю ска-гитар, шагающий бас в стиле «рокстеди» и очень быстрый ритм. Некоторые прозвали этот стиль «ска-кор». Большинство песен Operation Ivy было все-таки ближе к ска, хотя у них и не было духовой секции. Сами музыканты высказывались по этому поводу следующим образом: "Так уж получилось. В принципе, в песне Bad Town мы использовали духовые, к тому же на паре концертов у нас был саксофонист. Но постоянных духовых инструментов у нас не было, хотя, возможно, просуществуй группа дольше, все было бы по-другому. Также группа играла и панк-рок в чистом виде в таких, например, песнях, как Hoboken и Sleep Long. Тексты песен следовали панк-тематике (нонконформизм, думай своей головой, не забывай веселиться, — это надо слышать самому; тематику песен Operation Ivy можно назвать «политическо-философской»).
Уже через год группа была чрезвычайно популярна на части побережья Калифорнии, именуемой East Bay (восточная бухта). Они выпустили свой первый и единственный альбом Energy. За 1989 год было раскуплено всего несколько тысяч экземпляров этого альбома, но через 9 лет он приобрел культовый статус и разошелся тиражом более чем 500 тысяч экземпляров.
Такой успех, возможно, является следствием ауры загадочности, которая создалась после того, как группа распалась в 1989 году. К тому же вокалист Джесси Майклз пропал из виду, якобы увлекшись буддизмом и уехав в Тибет. Причины распада не разглашались, но принято считать, что участники Operation Ivy не хотели слушать обвинения в «продажности» (крупная компания как раз предложила им контракт на еще 2 альбома). Линт (Тим) и Мэтт сколотили группу Rancid, которая ушла в сторону панк-рока и, со временем приобрела огромную популярность. Барабанщик Дэйв ушел в группу Schlong.
Через несколько лет Джесси Майклз послал в газету Lookout! Records открытое письмо, дабы развеять многочисленные и в основном неправдоподобные слухи о причинах распада Operation Ivy и об его собственной судьбе. Оказалось, что группа распалась в основном из-за внутренних конфликтов. Что касается Джесси, то он страдал алкоголизмом около 3 лет, но потом его «достало просыпаться в куче блевотины», и он действительно увлёкся дзэн-буддизмом, но не уезжал из Калифорнии, а посещал San Francisco Zen Center (надо упомянуть, что разные издания утверждали, будто он уехал: 1) в Никарагуа; 2) в Южную Африку; 3) в Индию). Потом Джесси «надоело мерзнуть на улице в 4 утра в дурацком халате», и он потихоньку вернулся в компанию Lookout!, став штатным художником. К тому же на данный момент он играет и поет в группе Common Rider.
В заключение хотелось бы привести высказывание Джесси Майклза, напечатанное на развороте альбома Energy: «Музыка — это скрытая сила, толкающая к изменениям, так как она дает надежду перед лицом человеческих трагедий. Она помогает сделать мир более сплоченным. В определенные моменты, на некоторых концертах, такой мир уже здесь. Группе Operation Ivy очень повезло — они смогли испытать это чувство. В эти секунды становится понятно, что энергия, которая движет субкультуру вперед, гораздо более важна, чем какая-то отдельная группа. Энергия эта существует благодаря людям, которые продолжают быть заинтересованными и сохраняют настойчивость и надежду».

## Дискография

### Альбомы и мини-альбомы
| Год  | Название       | Лейбл            | Примечание                                                                         |
| 1988 | Hectic         | Lookout! Records | Дебютный EP                                                                        |
| 1989 | Energy         | Lookout! Records | Первый LP группы                                                                   |
| 1991 | Operation Ivy  | Lookout! Records | Переиздание альбома «Energy» на CD, включающее треки с «Hectic» и «Turn it Around» |
| 1992 | Plea for Peace | M & E Records    | Этот мини-альбом был издан через 3 года после развала группы                       |
| 2007 | Operation Ivy  | Hellcat Records  | Переиздание альбома, расширенного в 1991 году                                      |

### Сборники
Сборники, в которые были включены разные группы, включая Operation Ivy
| Год  | Название песни        | Название альбома          | Лейбл             | Тип сборника                   |
| 1987 | «Officer», «I Got No» | Turn It Around            | Maximum Rocknroll | 2 7-дюймовый виниловый сборник |
| 1988 | «Hangin' Out»         | The Thing That Ate Floyd  | Lookout! Records  | Сборник                        |
| ?    | «Officer»             | Gilman St. Block Party    |                   | Сборник, сделанный фанатами    |
| 2004 | «Unity»               | Rock Against Bush, Vol. 2 | Fat Wreck Chords  | Сборник                        |

## Состав
- Джесси Майклз (Jesse Michaels) — вокал
- Тим Армстронг — Линт (Tim Armstrong — Lint) — гитара, лирика, вокал
- Мэтт Фримен (Matt Freeman) — бас-гитара, бэк-вокал
- Дэйв Мелло (Dave Mello) — барабаны, бэк-вокал